# Tales from the Elvenpath
'Tales from the Elvenpath' é a segunda coletânea da banda finlandesa de metal sinfônico Nightwish. "Elvenpath" é também o nome de uma canção do álbum Angels Fall First, e apesar da coletânea ter o nome da música, a mesma não foi incluída por ter sido gravada com a Spinefarm Records.
A coletânea foi considerada incompleta pelos fãs por não conter músicas dos álbuns Once e Angels Fall First, mas foi premiada com Disco de Ouro na Finlândia e mais tarde Ouro na Alemanha com mais de 100,000 cópias vendidas.

## Faixas
| N.º | Título                                                            | Compositor(es)          | Duração  |  |
| 1.  | "Wishmaster" (do Wishmaster)                                      | Tuomas Holopainen       | 4:24 [a] |  |
| 2.  | "Sacrament of Wilderness" (do Oceanborn)                          | Tuomas & Emppu Vuorinen | 4:12     |  |
| 3.  | "End of all Hope" (do Century Child)                              | Tuomas                  | 3:54     |  |
| 4.  | "Bless the Child" (do Century Child)                              | Tuomas                  | 6:12     |  |
| 5.  | "Sleeping Sun" (bônus do Oceanborn)                               | Tuomas                  | 4:05     |  |
| 6.  | "She's my Sin" (do Wishmaster)                                    | Tuomas                  | 4:46     |  |
| 7.  | "Walking in the Air" (do Oceanborn)                               | Howard Blake            | 5:31     |  |
| 8.  | "Stargazers" (do Oceanborn)                                       | Tuomas                  | 4:28     |  |
| 9.  | "Over the Hills and Far Away" (do EP Over the Hills and Far Away) | Gary Moore              | 5:03     |  |
| 10. | "The Kinslayer" (do Wishmaster)                                   | Tuomas                  | 3:59     |  |
| 11. | "Dead Boy's Poem" (do Wishmaster)                                 | Tuomas                  | 6:47     |  |
| 12. | "Sleepwalker" (bônus do Wishmaster)                               | Tuomas                  | 2:55     |  |
| 13. | "Nightquest" (bônus do Oceanborn)                                 | Tuomas                  | 4:17     |  |
| 14. | "Lagoon" (bônus do Century Child)                                 | Tuomas                  | 3:45     |  |
| 15. | "The Wayfarer" (bônus do Century Child)                           | Tuomas                  | 3:22     |  |

↑ a A duração é da versão original dos álbuns.

## Desempenho nas paradas
| País      | Parada (2004)        | Melhor posição |
| --------- | -------------------- | -------------- |
| Alemanha  | Media Control Charts | 7              |
| Áustria   | Top 40 Albums        | 19             |
| Finlândia | Finnish Albums Chart | 1              |
| Suíça     | Swiss Top 100 Albums | 12             |
| País      | Parada (2005)        | Melhor posição |
| Suíça     | Swiss Top 100 Albums | 48             |

## Créditos
- Tarja Turunen – Vocal feminino[7]
- Tuomas Holopainen – Teclado[8]
- Jukka Nevalainen – Bateria[9]
- Sami Vänskä- Baixo[7]
- Marco Hietala -Baixo e vocal masculino[7]
- Erno Vuorinen – Guitarra[10]